# The Distillers (album)
The Distillers è l'album d'esordio del gruppo Punk Rock The Distillers.

## Tracce
Tutte le tracce sono state scritte da Brody Dalle eccetto dove noto.
1. Oh Serena (Dalle) – 2:32
2. Idoless (Dalle) – 2:28
3. The World Comes Tumblin' (Dalle) – 3:08
4. L.A. Girl (Dalle) – 2:59
5. Distilla Truant (Dalle) – 2:24
6. Ask the Angels (Ivan Kral, Patti Smith) – 3:10
7. Oldscratch (Dalle) – 0:43
8. Girlfixer (Dalle, Kim Fuellman) – 1:14
9. Open Sky (Dalle) – 3:07
10. Red Carpet and Rebellion (Dalle) – 3:08
11. Colossus U.S.A. (Dalle) – 2:15
12. Blackheart (Dalle) – 1:45
13. Gypsy Rose Lee (Dalle) – 3:54
14. The Blackest Years (Dalle) – 7:28

## Formazione
- Brody Dalle - voce, chitarra
- Kim Chi Fuellman - basso, voce
- Rose Casper - chitarra
- Matt Young - batteria
- Ronnie King - piano in Ask the Angels

## Produzione
- Produttore: Thomas Johnston
- Engineer: Thomas Johnston
- Assistente engineers: Donnell Cameron, Jay Gordon
- Mixing: Thomas Johnston
- Mastering: Gene Grimaldi
- Tecnico della batteria: Mike Sak Fasano
- Direzione Artistica: Jesse Fischer, Brody Dalle
- Fotografia: B.J. Papas